# Kumkısık, Merkezefendi
Kumkısık là một xã thuộc huyện Merkezefendi, tỉnh Denizli, Thổ Nhĩ Kỳ. Dân số thời điểm năm 2010 là 483 người.